# العزة والمجد (فلم)
العزة والمجد  (بالإنجليزية: Pride and Glory) هو فيلم جريمة تم إنتاجه في ألمانيا والولايات المتحدة وصدر في سنة 2008. الفيلم من إخراج جافين اوكونور.

## طاقم التمثيل
- إدوارد نورتون
- كولين فاريل
- جون فويت
- تاي سيمبكينز

## الميزانية والإيرادات
بلغت تكلفة إنتاج الفيلم حوالي 30 مليون دولار بينما حقق أرباحا تقدر بـ 43,440,721 دولار.

## وصلات خارجية
- مقالات تستعمل روابط فنية بلا صلة مع ويكي بيانات

1. ↑  "Pride and Glory". روتن توميتوز. مؤرشف من الأصل في 2017-11-28. اطلع عليه بتاريخ 2009-08-22. {{استشهاد ويب}}: استعمال الخط المائل أو الغليظ غير مسموح: |ناشر= (مساعدة)
2. ↑  "Pride and Glory Review". آي جي إن. مؤرشف من الأصل في 2009-02-09. اطلع عليه بتاريخ 2011-09-09. {{استشهاد ويب}}: استعمال الخط المائل أو الغليظ غير مسموح: |ناشر= (مساعدة)
3. ↑  Harris, Dana, Dunkley, Cathy (8 نوفمبر 2001). "'Pride' goeth at Intermedia". Variety. مؤرشف من الأصل في 2020-05-11. اطلع عليه بتاريخ 2008-02-27. {{استشهاد بخبر}}: استعمال الخط المائل أو الغليظ غير مسموح: |ناشر= (مساعدة)صيانة الاستشهاد: أسماء متعددة: قائمة المؤلفين (link)